# Paral·lel 65° nord
El paral·lel 65° nord és una línia de latitud que es troba a 65 graus nord de la línia equatorial terrestre. Travessa Europa, Àsia, l'Oceà Pacífic, Amèrica del Nord l'oceà Atlàntic.

## Geografia
En el sistema geodèsic WGS84, al nivell de 65° de latitud nord, un grau de longitud equival a 47,176 km; la longitud total del paral·lel és de 16.983 km, que és aproximadament 42,4% de la de l'equador, del que es troba a 7.211 km i a 2.791 km del pol Nord
Com tots els altres paral·lels a part de l'equador, el paral·lel 65° nord no és un cercle màxim i no és la distància més curta entre dos punts, fins i tot si es troben al mateix latitud. Per exemple, seguint el paral·lel, la distància recorreguda entre dos punts de longitud oposada és 8.492 km; després d'un cercle màxim (que passa pel Pol Nord), només és 5.582 km.

## Durada del dia
En aquesta latitud, el sol és visible durant 22 hores i 2 minuts a l'estiu, i 3 hores i 35 minuts en solstici d'hivern.

## Arreu del món
Començant al meridià de Greenwich i dirigint-se cap a l'est, el paral·lel 65º passa per:
| Coordenades                               | País, territori o mar  | Notes                                                                     |
| ----------------------------------------- | ---------------------- | ------------------------------------------------------------------------- |
| 65° 0′ N, 0° 0′ E / 65.000°N,0.000°E      | Oceà Atlàntic          | Mar de Noruega                                                            |
| 65° 0′ N, 11° 37′ E / 65.000°N,11.617°E   | Noruega                | Nord-Trøndelag; Nordland; Nord-Trøndelag                                  |
| 65° 0′ N, 14° 10′ E / 65.000°N,14.167°E   | Suècia                 |                                                                           |
| 65° 0′ N, 21° 23′ E / 65.000°N,21.383°E   | Mar Bàltic             | Golf de Bòtnia                                                            |
| 65° 0′ N, 24° 34′ E / 65.000°N,24.567°E   | Finlàndia              | Illa de Hailuoto i continent, passa al sud d'Oulu.                        |
| 65° 0′ N, 29° 36′ E / 65.000°N,29.600°E   | Rússia                 |                                                                           |
| 65° 0′ N, 34° 48′ E / 65.000°N,34.800°E   | Mar Blanc              | Badia d'Onega                                                             |
| 65° 0′ N, 35° 42′ E / 65.000°N,35.700°E   | Rússia                 | Illes Solovietski                                                         |
| 65° 0′ N, 35° 51′ E / 65.000°N,35.850°E   | Mar Blanc              | Badia d'Onega                                                             |
| 65° 0′ N, 36° 48′ E / 65.000°N,36.800°E   | Rússia                 | Península d'Onega                                                         |
| 65° 0′ N, 37° 43′ E / 65.000°N,37.717°E   | Mar Blanc              | Badia del Dvinà                                                           |
| 65° 0′ N, 40° 19′ E / 65.000°N,40.317°E   | Rússia                 |                                                                           |
| 65° 0′ N, 179° 53′ E / 65.000°N,179.883°E | Mar de Bering          | Golf d'Anadir                                                             |
| 65° 0′ N, 175° 52′ O / 65.000°N,175.867°O | Rússia                 | Península de Txukotka                                                     |
| 65° 0′ N, 172° 13′ O / 65.000°N,172.217°O | Estret de Bering       | Passa al nord de l'Illa del Rei, Alaska, Estats Units                     |
| 65° 0′ N, 166° 41′ O / 65.000°N,166.683°O | Estats Units           | Alaska                                                                    |
| 65° 0′ N, 141° 0′ O / 65.000°N,141.000°O  | Canadà                 | Yukon Territoris del Nord-oest – travessa el Gran Llac dels Ossos Nunavut |
| 65° 0′ N, 87° 7′ O / 65.000°N,87.117°O    | Estret de Roes Welcome |                                                                           |
| 65° 0′ N, 86° 12′ O / 65.000°N,86.200°O   | Canadà                 | Nunavut – Illa Southampton                                                |
| 65° 0′ N, 83° 17′ O / 65.000°N,83.283°O   | Conca de Foxe          |                                                                           |
| 65° 0′ N, 78° 3′ O / 65.000°N,78.050°O    | Canadà                 | Nunavut – Illa de Baffin                                                  |
| 65° 0′ N, 66° 30′ O / 65.000°N,66.500°O   | Badia Cumberland       |                                                                           |
| 65° 0′ N, 63° 49′ O / 65.000°N,63.817°O   | Canadà                 | Nunavut – Península Cumberland, illa de Baffin                            |
| 65° 0′ N, 63° 27′ O / 65.000°N,63.450°O   | Estret de Davis        |                                                                           |
| 65° 0′ N, 51° 48′ O / 65.000°N,51.800°O   | Groenlàndia            | Fiskevandet                                                               |
| 65° 0′ N, 40° 36′ O / 65.000°N,40.600°O   | Pikiulleq              |                                                                           |
| 65° 0′ N, 39° 46′ O / 65.000°N,39.767°O   | Groenlàndia            | Takiseeq                                                                  |
| 65° 0′ N, 39° 47′ O / 65.000°N,39.783°O   | Oceà Atlàntic          | Estret de Dinamarca                                                       |
| 65° 0′ N, 23° 14′ O / 65.000°N,23.233°O   | Islàndia               |                                                                           |
| 65° 0′ N, 13° 36′ O / 65.000°N,13.600°O   | Oceà Atlàntic          | Mar de Noruega                                                            |